# IV. třída okresu Beroun
IV. třída okresu Beroun patří společně s ostatními čtvrtými třídami mezi desáté nejvyšší fotbalové soutěže v Česku. Je řízena Okresním fotbalovým svazem Beroun. Hraje se každý rok od léta do jara se zimní přestávkou. Hraje se ve dvou skupinách (označených A a B), každá skupina má v současnosti 12 účastníků (celkem tedy 24 týmů) z okresu Beroun, každý s každým hraje jednou na domácím hřišti a jednou na hřišti soupeře. Celkem se tedy hraje 22 kol. Vítěz každé ze skupin postupuje do III. třídy okresu Beroun.

## Vítězové

### IV. třída okresu Beroun skupina A
| Ročník    | Vítězný tým                        |
| --------- | ---------------------------------- |
| 1989/1990 | TJ Karlštejn                       |
| 1990/1991 | FK Svatá                           |
| 1991/1992 | TJ Čechie Nový Jáchymov            |
| 1992/1993 | TJ Lužce                           |
| 1993/1994 | SK Heskov                          |
| 1994/1995 | FK Liteň                           |
| 1995/1996 | SK Bohemia Plast Beroun            |
| 1996/1997 | FK Liteň                           |
| 1997/1998 | FK Český Lev Beroun „B“            |
| 1998/1999 | TJ Mořinka                         |
| 1999/2000 | SK Osov 1920                       |
| 2000/2001 | SK Chlumec                         |
| 2001/2002 | TJ Ostrovan Zadní Třebaň „B“       |
| 2002/2003 | TJ Sokol Vysoký Újezd              |
| 2003/2004 | FK Zdice „B“                       |
| 2004/2005 | FK Všeratice 1932 „B“              |
| 2005/2006 | SK Osov 1920                       |
| 2006/2007 | SK Nižbor „B“                      |
| 2007/2008 | TJ Srbsko                          |
| 2008/2009 | TJ Chrustenice                     |
| 2009/2010 | SK Chyňava                         |
| 2010/2011 | TJ Chodouň                         |
| 2011/2012 | SK Nižbor „B“                      |
| 2012/2013 | SK Chyňava                         |
| 2013/2014 | FK Králův Dvůr „B“                 |
| 2014/2015 | TJ Srbsko                          |
| 2015/2016 | OK Endeco Zdejcina                 |
| 2016/2017 | TJ Litavan Libomyšl                |
| 2017/2018 | SK Doubravan Újezd „B“             |
| 2018/2019 | FK Hýskov                          |
| 2019/2020 | Nedohráno kvůli pandemii covidu-19 |
| 2020/2021 | Nedohráno kvůli pandemii covidu-19 |
| 2021/2022 | TJ Sokol Vysoký Újezd              |
| 2022/2023 | SK Osov 1920                       |
| 2023/2024 | TJ Chrustenice                     |

### IV. třída okresu Beroun skupina B
| Ročník    | Vítězný tým                        |
| --------- | ---------------------------------- |
| 1992/1993 | FK Spartak Žebrák „B“              |
| 1993/1994 | TJ Olešná                          |
| 1994/1995 | TJ Chodouň                         |
| 1995/1996 | TJ Sparta Podluhy „B“              |
| 1996/1997 | SK Tlustice „B“                    |
| 1997/1998 | FK Svatá                           |
| 1998/1999 | TJ Broumy                          |
| 1999/2000 | FK Spartak Žebrák „B“              |
| 2000/2001 | FC Bzová „B“                       |
| 2001/2002 | TJ Stašov                          |
| 2002/2003 | FK Komárov „B“                     |
| 2003/2004 | SK Horymír Neumětely „B“           |
| 2004/2005 | SK Hostomice pod Brdy „B“          |
| 2005/2006 | TJ Broumy                          |
| 2006/2007 | SK Chlumec                         |
| 2007/2008 | TJ Chodouň                         |
| 2008/2009 | SK Březová 08                      |
| 2009/2010 | TJ Broumy                          |
| 2010/2011 | Union Cerhovice „B“                |
| 2011/2012 | TJ Stašov „B“                      |
| 2012/2013 | TJ Chaloupky                       |
| 2013/2014 | FK Všeradice 1932 „B“              |
| 2014/2015 | TJ Stašov „B“                      |
| 2015/2016 | FK Komárov „B“                     |
| 2016/2017 | Hrána pouze jedna skupina          |
| 2017/2018 | TJ Sparta Podluhy                  |
| 2018/2019 | TJ Praskolesy                      |
| 2019/2020 | Nedohráno kvůli pandemii covidu-19 |
| 2020/2021 | Nedohráno kvůli pandemii covidu-19 |
| 2021/2022 | FK Komárov „B“                     |
| 2022/2023 | SK Březová - Bzová                 |
| 2023/2024 | SK Tlustice „B“                    |